# 2012年4月溫帶氣旋
2012年4月2日，有一股溫帶低氣壓迅速通過日本海進入北海道增強為溫帶氣旋，並在鄂霍次克海快速增強達到巔峰。在4月3日至4月5日這段期間，這股溫帶系統造成日本西部與北部多處暴風、暴雨、瘋狗浪等劇烈天氣災害。據日本氣象研究所資料顯示，這類從日本海向東移動的溫帶氣旋並不罕見，但這溫帶氣旋在4月2日至4月3日的最低氣壓迅速下滑42百帕，是自1995年11月以來發展最快的溫帶氣旋。

## 氣象歷史
4月2日，中國黃海沿岸發展了一股中心氣壓1008百帕的溫帶性低氣壓，在通過朝鮮半島後於4月3日上午進入日本海，並迅速發展。同日下午3時，日本氣象廳將其認定為炸彈低壓。晚上9時，氣壓下降到964百帕。4月4日，溫帶氣旋與囚錮鋒結合產生了新的低壓中心，並進一步發展。隨後，這個溫帶氣旋通過北海道並在庫頁島南部海岸附近的鄂霍次克海域達到顛峰，並加速往東北離去。
受到此溫帶氣旋影響，山形縣酒田市飛島測得每秒51.1公尺的最大瞬間陣風。

## 影響

### 中國
4月1日，中國受到溫帶低氣壓影響上海、江苏和浙江分別測得最大风速分别为每秒7.3公尺、每秒6.5公尺和每秒6.3公尺，是自2002年以来的最大值。据國家氣候中心初步统计，此次大风造成浙江省长兴县15间房屋倒塌，7人死亡；杭州萧山国际机场的航班紧急备降外站；江苏洪泽湖湖区有8艘船舶因为大风沉没，2人失踪。

### 日本
4月2日，溫帶低氣壓急遽增強，日本氣象廳表示帶來的災害不亞於熱帶氣旋，並透過新聞媒體呼籲民眾盡早完成防災措施，且盡量不要隨意出門。
當日晚間，日本都會區的運輸工具及鐵路紛紛更改班次或停駛，而航空公司也取消了500多班國內航班。由於影響時間與民眾返家時間重疊，部分民眾認為交通可能因此出現混亂，但受到洛克颱風及東日本大震災後的防災應變，東京都政府採取了前所未有的措施，要求公司下午「約束回家」，有些公司鼓勵其他縣市的職員早日回家。
在新潟縣，新潟市西關區共有19萬戶停電，約500棟建築物損毀，鹿兒島縣奄美區、兵庫縣東南部、大阪府北部、京都府南部、高知縣東部等地區均有暴雨和陣風。受到此溫帶氣旋影響，日本多處房屋倒塌及工地遭到摧毀，造成日本估計有5人死亡、約350人受傷。東北地方有6個縣受到此溫帶氣旋的影響，共計有30多萬戶遭停電、屋頂被吹走、車子翻覆及鐵路斷裂。

### 韓國
在韓國，此溫帶氣旋的強風造成貨物墜落，正在進行乙烯基房屋固定工作的高姓男子（69歲）落入運河渠道，証實死亡，並造成當地飛機延誤或取消。由於冷空氣南降，首爾和江原道自1991年以來首次在四月份降雪。